# Euchromadora africana
Euchromadora africana är en rundmaskart som beskrevs av Otto Friedrich Bernhard von Linstow 1908. Euchromadora africana ingår i släktet Euchromadora och familjen Chromadoridae. Inga underarter finns listade i Catalogue of Life.